# 娄插铁路
娄插铁路，原名黄湖铁路，是位于中华人民共和国湖南省娄底市境内的一条准轨支线铁路。自沪昆铁路娄底站引出，向西北延至七星站。

## 历史
1958年，湖南涟源钢铁厂开工，基于开采就近插花庙矿区（今涟源市七星街镇）铁矿资源的需要，1959年5月，娄插支线铁路开工兴建，同年9月通车运行；为涟源钢铁厂的专用货运窄轨铁路，主要将插花庙的铁矿石及煤矿运往钢铁厂。:471960年2月，支线铁路由窄轨改建为标准轨铁道，并更名为娄插铁路。:286以后娄插铁路也开始经营客运业务，以货运列车混编客车箱带运旅客，起初用于涟源钢铁厂内部员工的日常通勤，其后更逐渐对社会开放。
由于疏于管理，娄插铁路一度面临设备设施老化，道床板结，水沟堵塞等安全风险；涟源钢铁曾为此开展了定站场铁路升级改造计划。现今，娄底市人民政府也正在与中鐵第一勘察設計院合作，研议开发娄插铁路的旅游潜力，以发展娄底市的铁路轨道旅游产业。